# Chminianske Jakubovany
Chminianske Jakubovany (německy Jakobsdorf, maďarsky Jakabvágása) jsou obec na Slovensku v okrese Prešov. Žije zde přibližně 2 800 obyvatel. První písemná zmínka o obci pochází z roku 1334.
V obci se nachází poměrně veliká romská osada.

## Geografie
Obec leží v jihozápadní části Šariše, v jihovýchodním výběžku Šarišská vrchoviny v pramenné oblasti přítoku Križovianky potoka Jakubovianka. Nadmořská výška se pohybuje v rozmezí 372–678 m, střed obce leží ve výšce 440 m n. m. Členitou nižší vrchovinu tvoří středokarpatský flyš. Území je z větší části odlesněné, pastevní lesy se rozkládají v úzkých údolích. Půda má převážně charakter lesní hnědozemě.

### Sousední obce
Chminianske Jakubovany sousedí s devíti obcemi. Na severu s obcemi Hendrichovce a  Bertotovce, na východě s obcemi Chmiňany a Križovany, na jihovýchodě s obcí Hrabkov, na jihu s obcemi Ovčie a Víťaz, na západě s obcemi Široké a Fričovce.
Obec bylam založena na zákupním právu na počátku 14. století. První písemná zmínka pochází z roku 1334, kde je uvedena jako Jacabuagasa. Pozdější názvy byly v roce 1347 Jacobuagasa, Jakobuviani v roce 1786, Německé Jakubovany  v roce 1920 a od roku 1948 nese název Chminianské Jakubovany.
Obec náležela k panství Svinia, od 15. století rodu Perényiů. V roce 1427 ves platila daň z 30 port. V 17. století byli majiteli pozemků Hedryové, Péchyové a další, v 19. století byl v obci velkostatek Bujanovičů. V roce 1828  žilo v obci 535 obyvatel v 70 domech. Hlavní obživou bylo zemědělství, oblast proslula pěstováním třešní, do Smižan vozili sůl ze Solivaru.
V meziválečné době hlavní obživou bylo zemědělství a vinařství.

## Romská osada

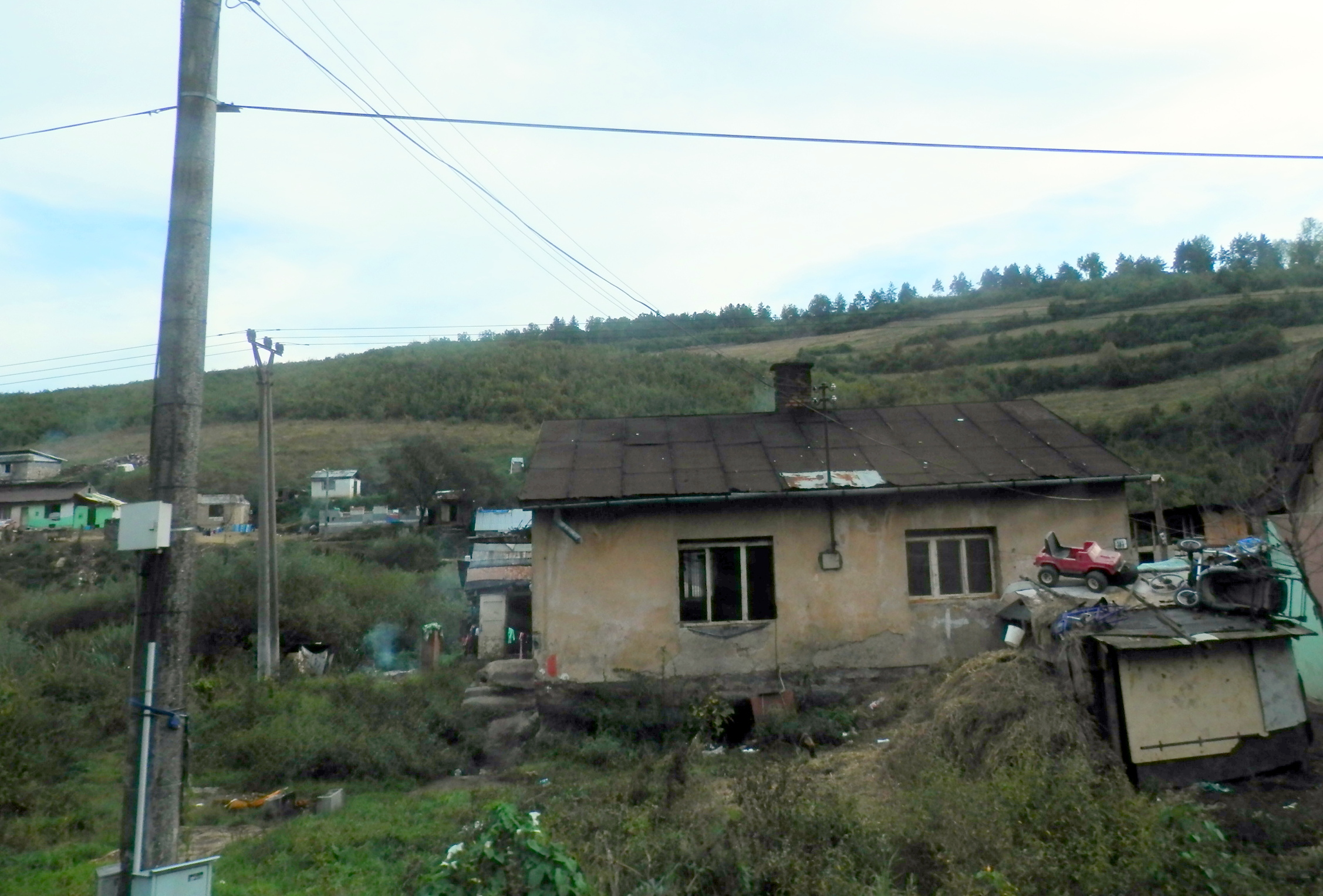
Romská osada

Vznik romské osady se datuje do období po první světové válce. Ze tří rodin, které zde žily (evidovány v roce 1927) se osada postupně rozrůstala, jak populačním nárůstem, tak přistěhovalectvím. Po druhé světové válce v osadě žilo asi deset rodin. V roce 1985 žilo v osadě 509 Romů. V roce 2005 sežilo v obci 1560 obyvatel a z toho bylo 1100 Romů. Z údajů na stránkách obce (2024) žilo v obci 2455 obyvatel, z toho kolem 2068 Romů. „Počet nelze přesně stanovit, protože mnozí nejsou evidováni na obecním úřadu, ani s trvalým, ani s přechodným bydlištěm.“
Romové bydleli v zemnicích a dřevěných chatrčích se slaměnou střechou. Po druhé světové válce byli z původní lokality vytlačeni JRD a přestěhováni do nové lokality, kde pro ně byly postaveny nové příbytky v blízkosti potoka. Obyvatelé osady si postupně začali stavět domy z vepřovic a tvárnic. Stavby byly postaveny „na černo“, nejsou tudíž zkolaudovány. V osadě není zavedena elektřina ani plyn. Vodovod je pouze v jednom domě, který náleží obecnímu úřadu. Voda pro potřebu osady je čerpána ze studní.
Osada se skládá ze čtyř částí: Hlavná osada, Osada pri kríži, Do jarku a U Skalických. V roce 2024 měla 270 chatrčí.
Původní obživou Romů byla výroba řetězů, motyk, pletení košů, výroba vepřovic a výpomoc na polích, kde za tuto práci dostávali především potraviny. Po druhé světové válce dojížděli za prací do okolních průmyslových závodů (zaměstnanost byla stoprocentní). V současné době (2024) je stoprocentní nezaměstnanost.

## Památky
- Na obecním hřbitově stojí kaple Krista Krále z roku 1847 postavena v klasicistním stylu s dřevěnou věžičkou. Jednolodní kaple má půlkruhové kněžiště ukončené konchou, v lodi je česká placka.[10] Kaple náleží pod římskokatolickou farnost v Křížovanech, děkanát Prešov-Západ, arcidiecéze košická.[11]

- Evangelický kostel z období kolem roku 1300 původně postavený v gotickém slohu byl upraven v roce 1766 v klasicistním stylu. Po požáru v roce 1816 byl obnoven a další opravy byly provedeny v roce 1899 a 1937. Kostel je jednolodní zděná stavba s obdélným půdorysem a s čtvercovým kněžištěm s gotickou křížovou klenbou s klínovými žebry a kulatým svorníkem. Strop lodi je zaklenut zrcadlovou klenbou dosedající na fabiony. K severní a jižní straně kostela byly přistavěny klasicistní empory.[12]  Kostel je chráněn jako kulturní památka Slovenska.[13]

## Galerie

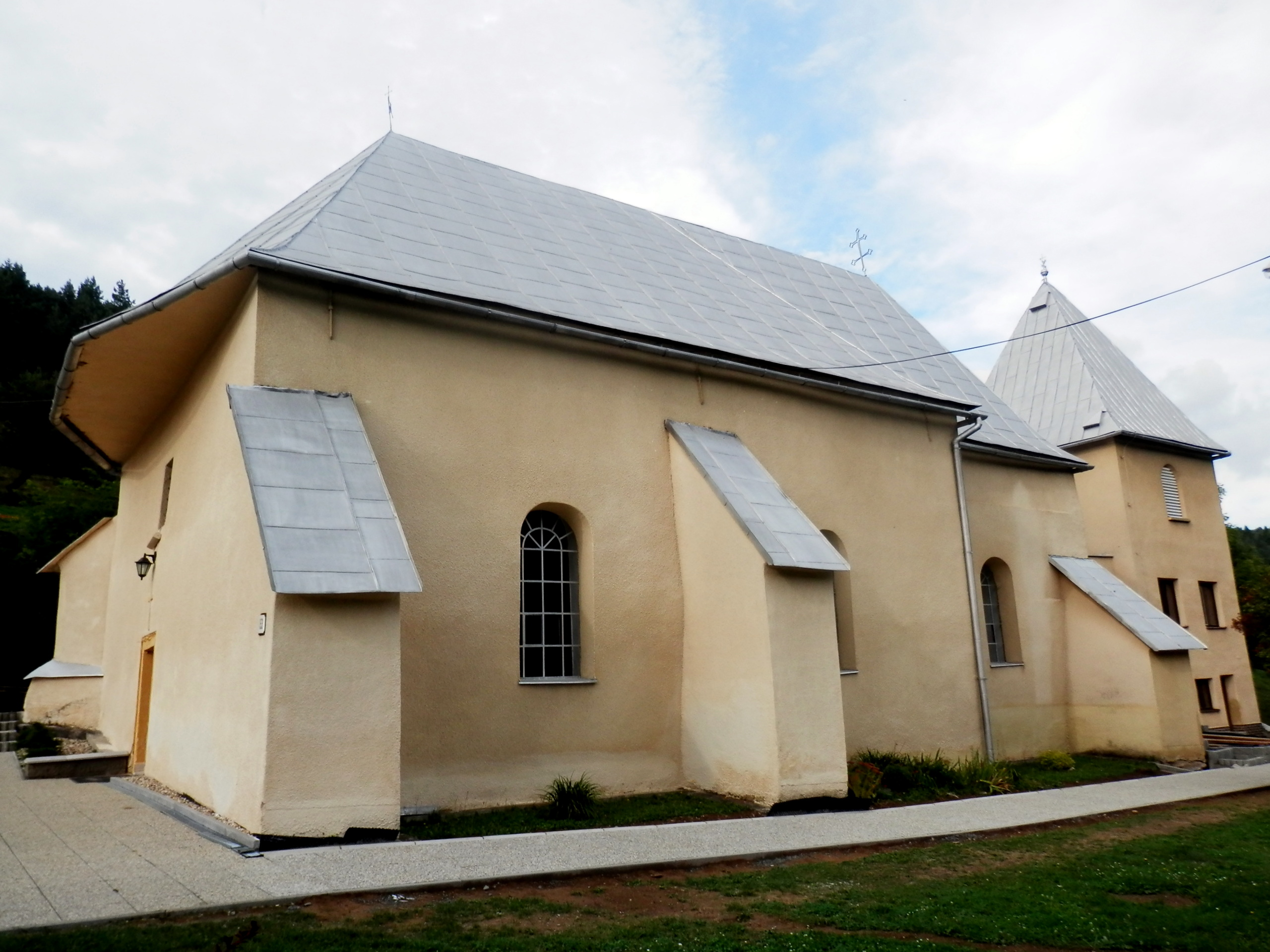
Evangelický kostel
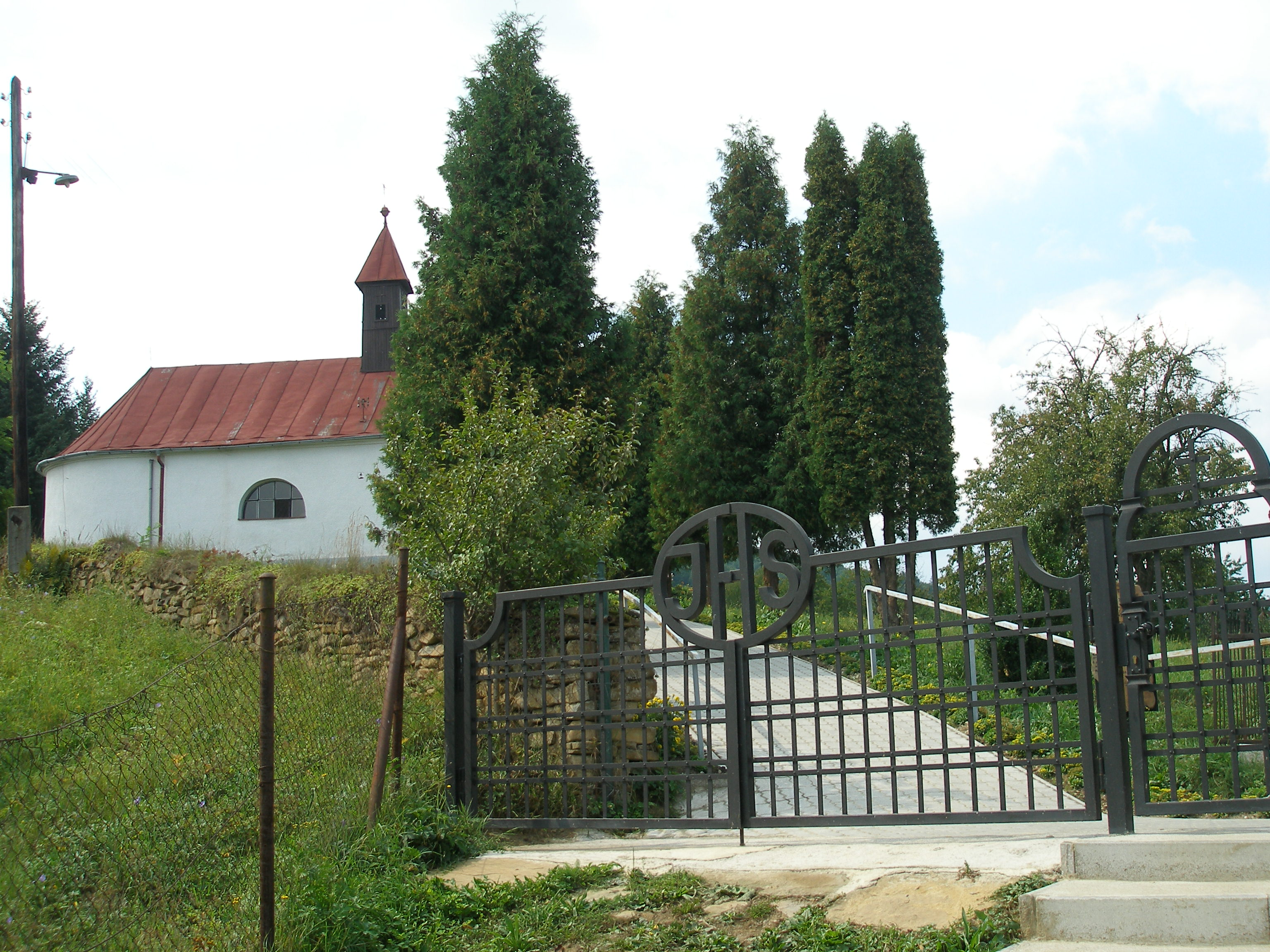
Kaple Krista Krále
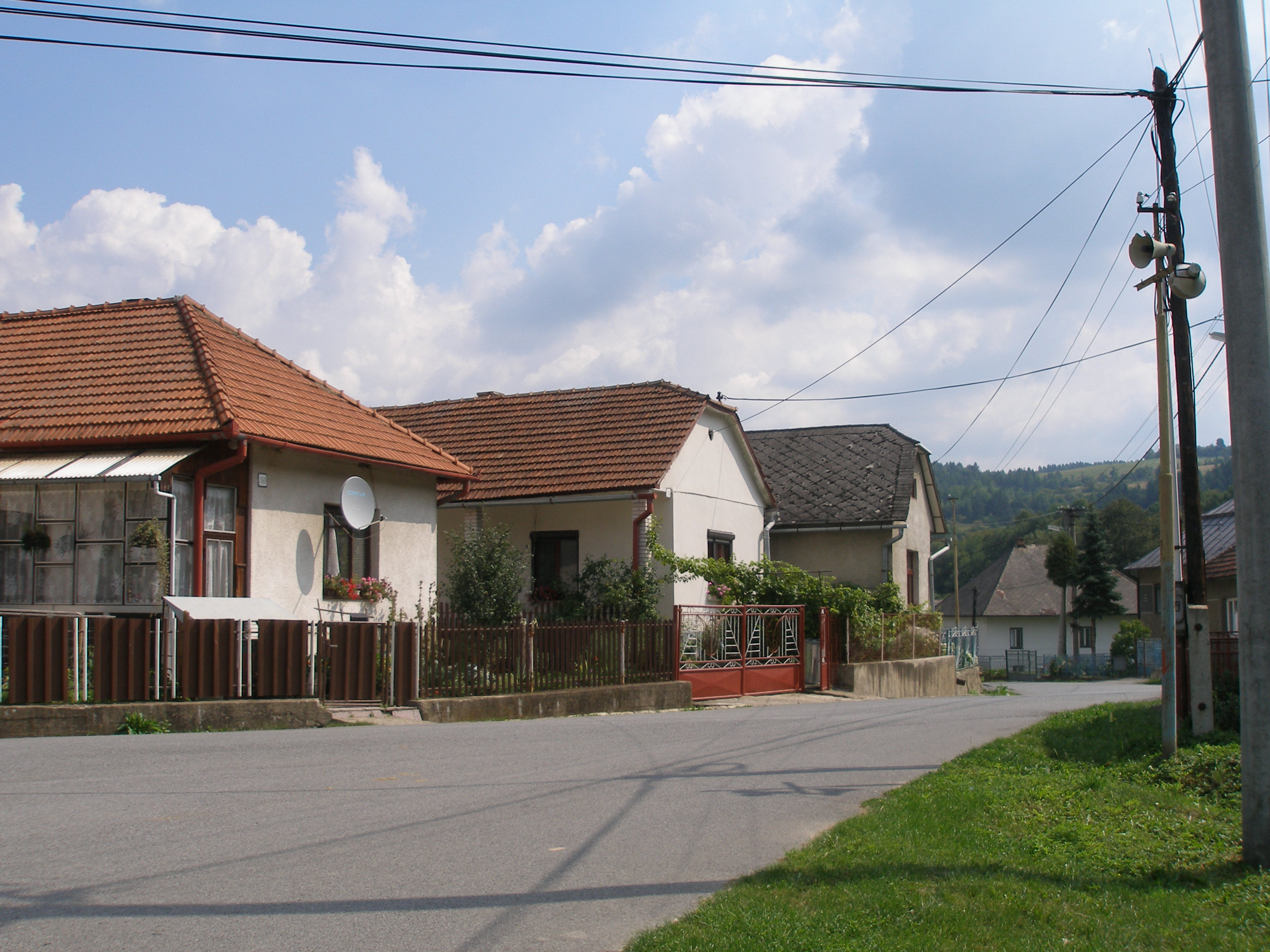
Chminianske Jakubovany